# 三月の5日間
『三月の5日間』（さんがつのいつかかん）は、岡田利規の戯曲。2004年に岡田の劇団チェルフィッチュによりガーディアン・ガーデン演劇フェスティバルにて初演、翌年第49回岸田國士戯曲賞を受賞。また、岡田自身によって小説版が2005年に発表されており、これは小説『わたしの場所の複数』（2006年）とともに『私たちに許された特別な時間の終わり』として2007年に出版され、翌年第2回大江健三郎賞を受賞している。

## 作品内容
イラク戦争が始まった2003年3月、六本木のライブで知り合い、そのまま行きずり的に5日間ラブホテルに泊まり続けたミノベとユッキーの話が中心で、これに電波系の少女ミッフィーとアズマの出会いと、渋谷で起こった反戦デモになんとなくというかたちで参加するヤスイ、イシハラの話がサブプロット的に加わる。
しかし、劇中では「ミノベ」や「ユッキー」がそのまま登場するわけではなく、彼らから聞いた話を7人の役者が再現するという形で進行する（役名も単に「男優1」「男優2」などと書かれている。なお、以下の特徴は岡田のほかの戯曲とも共通する）。舞台セットもなく、役者たちは現代の若者のいかにもだらだらとした口調そのままで喋り、しばしば途中で曖昧なまま途切れたり、飛躍して意味不明になったりする。そして「これからこういう場面を演じる」ということの断りを観客に対して行う。たとえば冒頭の「男優1」の台詞は以下のように続く。
そうして、そのときの登場人物の行動やそのときに感じ、考えたことをときに前後しながら再現してゆく。特にクライマックスがあるわけでもなく、最後は5日目に二人がホテルを出、男が女に割り勘の代金を払ってともに駅に向かい始める場面で終わる。